# 문서 지향 데이터베이스
도큐먼트 지향 데이터베이스(Document-oriented database) 또는 도큐먼트 스토어(document store)는 도큐먼트 지향 정보, 이른바 반정형 데이터를 저장, 검색, 관리하기 위해 설계된 컴퓨터 프로그램이자 데이터 스토리지 시스템이다.
도큐먼트 지향 데이터베이스들은 NoSQL 데이터베이스의 주요 분류 중 하나이며 NoSQL 용어 자체의 사용과 더불어 "도큐먼트 지향 데이터베이스"의 용어의 보급도 커져갔다. XML 데이터베이스는 XML 도큐먼트와 작업하기에 최적화된 도큐먼트 지향 데이터베이스의 하위 분류이다. 그래프 데이터베이스는 이와 비슷하지만 관계라는 다른 계층을 추가함으로써 빠른 횡단을 위해 문서들을 링크할 수 있게 한다.

## 같이 보기
- 데이터 분석
- 전문 검색
- 인메모리 데이터베이스
- 인터넷 메시지 접속 프로토콜
- 기계가 읽을 수 있는 문서
- NoSQL
- 객체 지향 데이터베이스
- 관계형 데이터베이스
- 저작물 관리 시스템